# Astragalus cretaceus
Astragalus cretaceus es una especie de planta del género Astragalus, de la familia de las leguminosas, orden Fabales.

## Distribución
Astragalus cretaceus se distribuye por Turquía (Hatay), Siria, Irak, Jordania, Palestina e Israel.

## Taxonomía
Fue descrita científicamente por Boiss. & Kotschy. Fue publicada en Diagn. Pl. Orient., ser. 2, 5: 84 (1856).